# Paul Krause (Komponist)
Paul Otto Krause (* 27. Dezember 1880 in Klingenthal; † 20. Mai 1946 in Dresden) war ein deutscher Komponist und Organist.

## Leben und Werk
Krause stammte aus dem sächsischen Vogtland. In Rochlitz besuchte das Lehrerseminar und studierte im Anschluss am Königlichen Konservatorium der Musik zu Leipzig und an der dortigen Universität bei Hans Fährmann und Sigfrid Karg-Elert. Krause lebte als Volksschullehrer in Dresden und war zuletzt Oberlehrer. Parallel vertiefte er sich am Dresdner Konservatorium und trat in der Stadt als freischaffender Komponist und Organist hervor. Seine Orgelkompositionen sind stilistisch von der Spätromantik geprägt. In Dresden wurde er durch die Aufführungen mehrerer selbst komponierter Orgelwerke bekannt, darunter Neun kanonische Choralvorspiele für Orgel, op. 7.

## Kompositionen (Auswahl)
- Sonaten für Orgel, op. 5
- Neun kanonische Choralvorspiele, op. 7
- Lyrische Stücke für Orgel, op. 10
- Miniaturen. 12 charakteristische Tonstücke für Orgel, op. 13
- Drei Charakterstücke, op. 18
- Meditationen für Orgel, op. 20
- Kleine Suite für Orgel, op. 21
- Impressionen für Orgel, op. 22
- 20 Choralimpressionen für Orgel, op. 25
- Choralmeditationen zum Konzert- und gottesdienstlichen Gebrauche für Orgel, op. 26
- Miscellaneen. 12 Charakterstücke für Orgel, op. 27
- Silhouetten. Zehn charakteristische Tonstücke, op. 31
- Drei Skizzen für Orgel, op. 32